# 淡黃毒蛾
淡黃毒蛾（学名：Euproctis aurata）为毒蛾科黃毒蛾屬下的一个种。